# Iñaki Munita
Iñaki Munita es el nombre artístico de José Ignacio Munita Alonso (Guipúzcoa, 1 de octubre de 1962) es un batería español del grupo de rock Ángeles del Infierno, músico en activo y miembro del grupo desde principios de 1979 hasta 1987. En la actualidad dirige un centro naturópata en San Sebastián (Guipúzcoa, España).

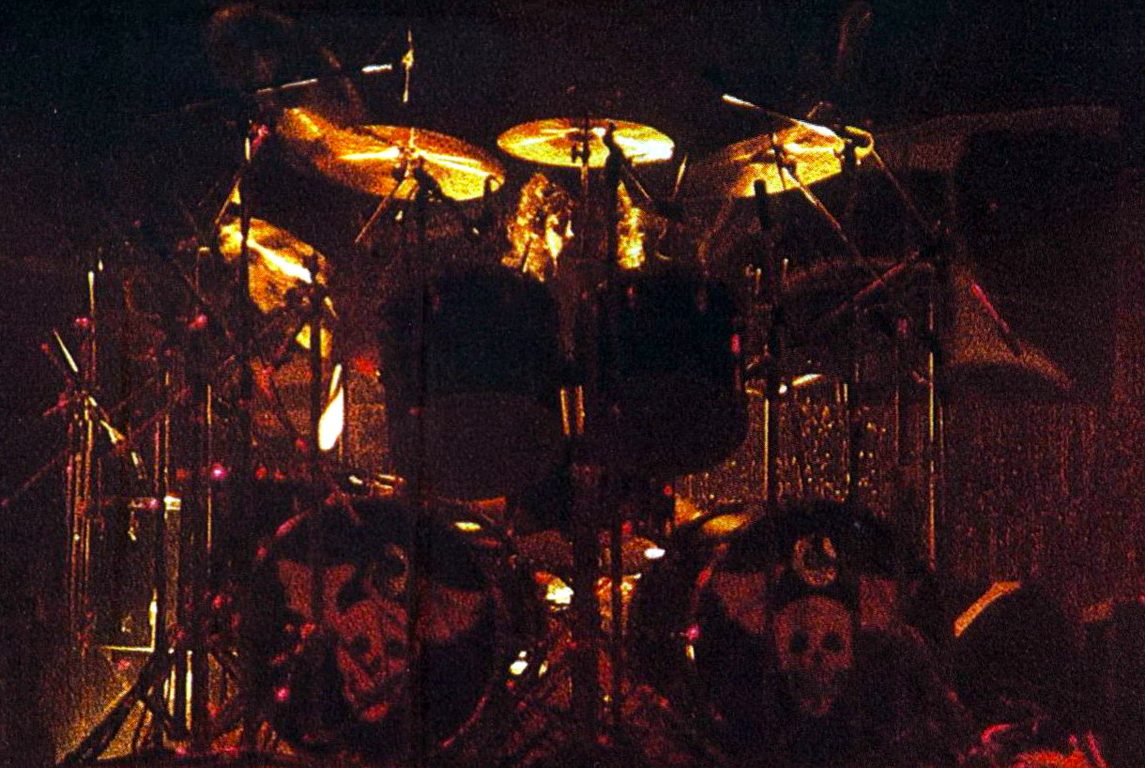
Iñaki Munita en acción durante la gira Diabolicca por España 1985

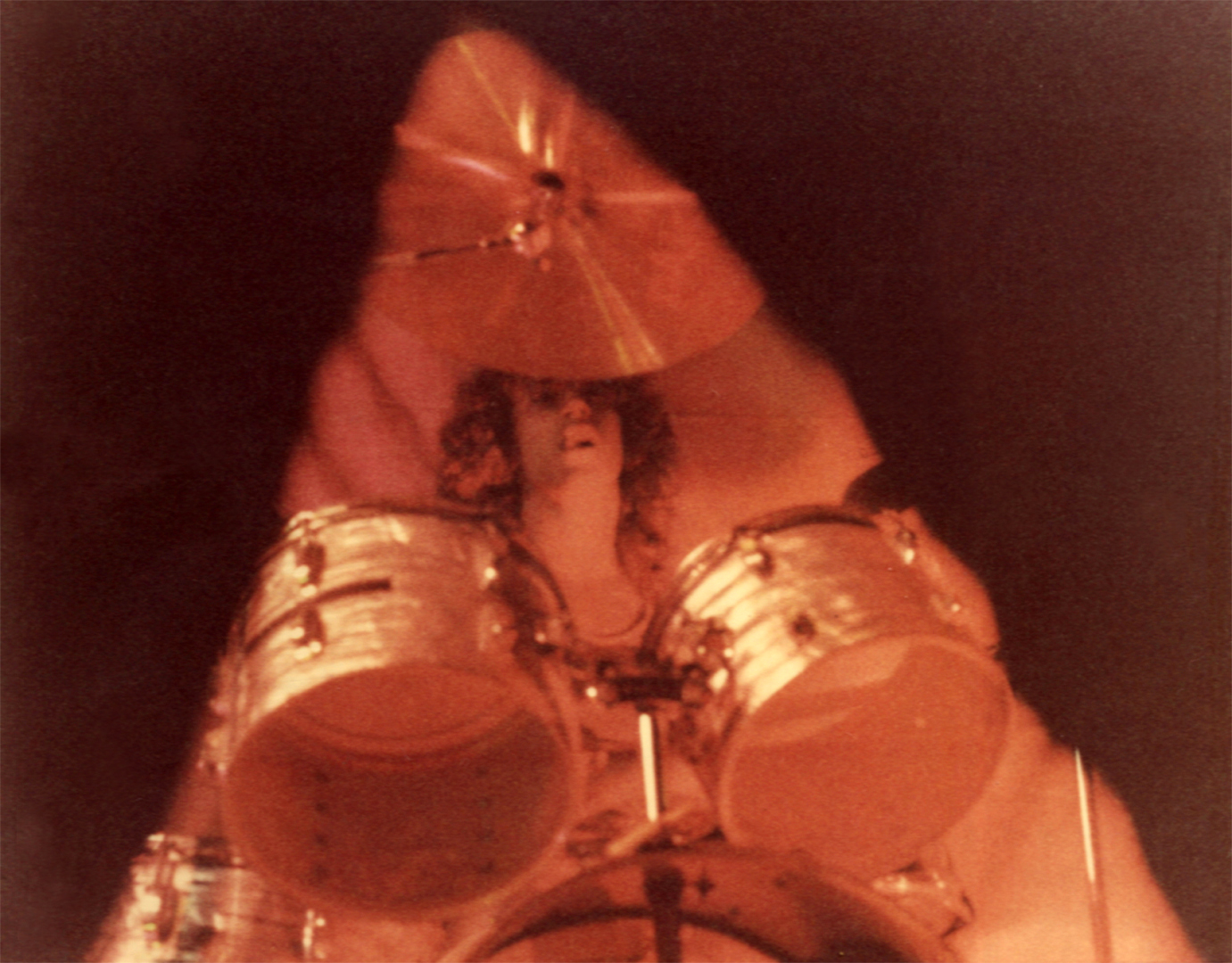
Iñaki Munita entre las llamas concierto desde Ibiza España 1985

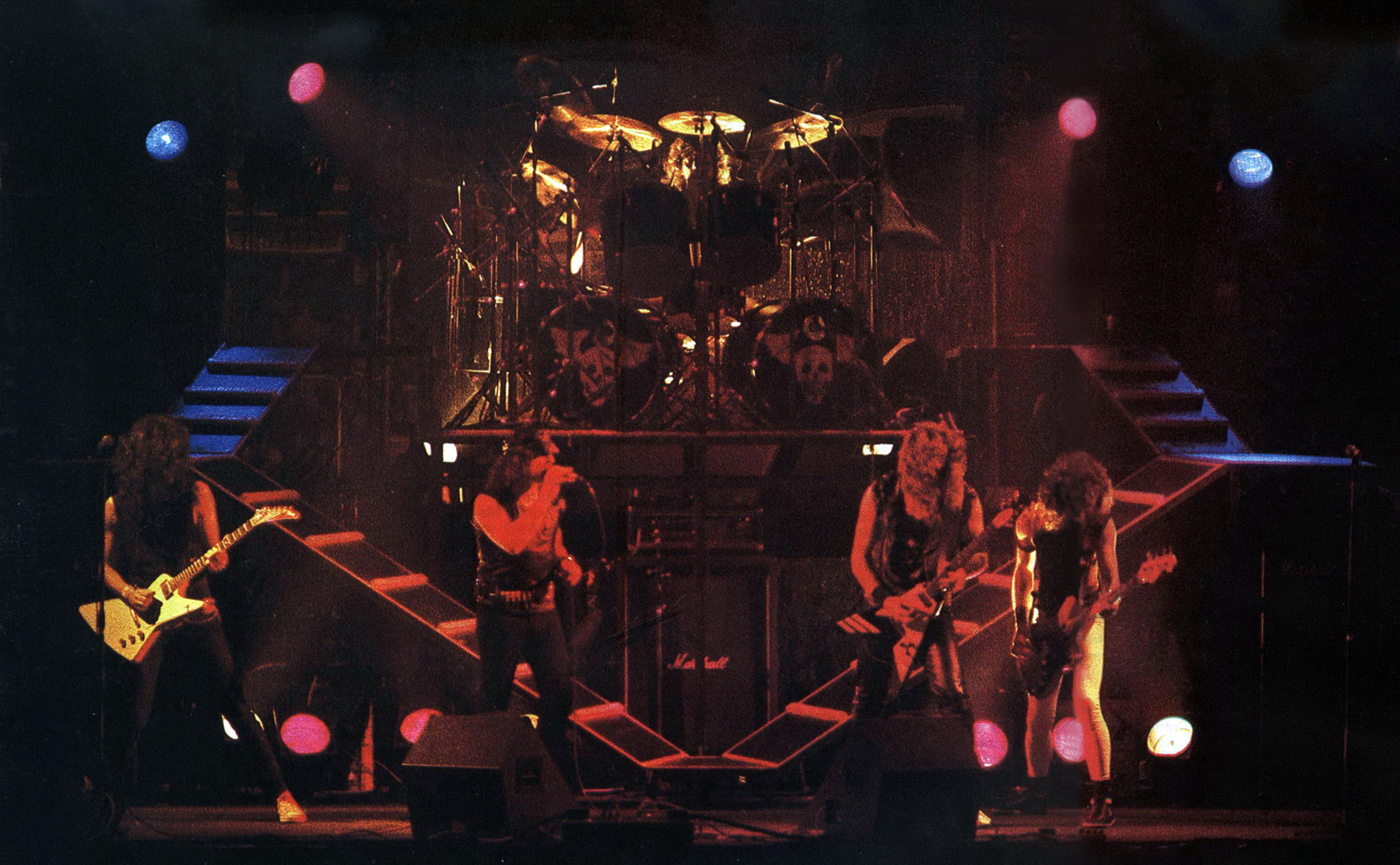
1ªFormación Manu, Juan, Iñaki, Robert, y Santi sobre el escenario de la Casa de Campo Madrid 1985

## Formación del grupo hasta su marcha
- Formación de Creación  -1978 a 1982-  Robert Álvarez y Santi Rubio, 3 meses más tarde Manu García, a principios de 1979 Iñaki Munita y a finales de 1981 Juan Gallardo. Giraron por el País Vasco.
- 1ª Formación -1982 a 1987-  Juan Gallardo, Robert Álvarez, Santi Rubio, Manu García, Iñaki Munita. Grabaron Pacto con el Diablo, Diabolicca, (Instinto Animal - mini LP) y Joven para Morir. Giraron desde 1982 a 1984 por País Vasco y desde 1984 a 1987 por toda España.

Participó activamente en la elaboración y grabación de los siguientes discos:

## Discos de estudio
| Año  | Título              |
| ---- | ------------------- |
| 1984 | Pacto con el Diablo |
| 1985 | Diabolicca          |
| 1986 | Joven para morir    |

## Mini L.P.
| Año  | Título          |
| ---- | --------------- |
| 1986 | Instinto Animal |

## Recopilatorios
| Año  | Título                                      |
| ---- | ------------------------------------------- |
| 1987 | Lo Mejor de...                              |
| 1997 | Lo mejor de Ángeles del Infierno: 1984-1993 |
| 2001 | Éxitos Diabólicos                           |
| 2011 | 20 grandes éxitos                           |

## Cajas discográficas
| Año  | Título                                 |
| ---- | -------------------------------------- |
| 2002 | Discografía 1984-93                    |
| 2007 | 20 Años de Rock & Roll en la carretera |

## Sencillos
| Año  | Título                      | Lado A                    | Lado B                  |
| ---- | --------------------------- | ------------------------- | ----------------------- |
| 1982 | "Guipuzcoa star 82"         | Rock & Roll               | LP con 14 grupos más    |
| 1984 | "Maldito sea tu nombre"     | Maldito sea tu nombre     | Heavy rock              |
| 1984 | "Rocker"                    | Rocker                    | Sombras en la oscuridad |
| 1984 | "Unidos por el rock"        | Unidos por el rock        | Ángel del Infierno      |
| 1985 | "Con las botas puestas"     | Con las botas puestas     | Vivo o muerto           |
| 1985 | "Fuera de la ley"           | Fuera de la ley           | No pares                |
| 1985 | "Al otro lado del silencio" | Al otro lado del silencio | Prisionero              |
| 1986 | "Joven para morir"          | Joven para morir          | Loco de atar            |
| 1986 | "Pensando en ti"            | Pensando en ti            | No te dejes vencer      |
| 1986 | "Todo lo que quiero"        | Todo lo que quiero        | No quiero vivir sin ti  |

## Discografía

### Tributos/Homenajes
| Año  | Título                     |
| ---- | -------------------------- |
| 2007 | Tributo desde Valladolid   |
|      | Tributo RENACER            |
| 2008 | Tributo Un Angel De Culto  |
| 2009 | Tributo Unidos por el rock |

## Recepción
La revista norteamericana "Al Borde" en diciembre de 2006 elaboró una lista de los 250 LP más influyentes en la música pop-rock latinoamericana incluyendo el disco Pacto con el Diablo en la posición 101.
La revista "Rolling Stone (México)" posicionó la canción "Maldito Sea Tu Nombre" del álbum "Pacto con el diablo" de 1984, entre una de las 50 mejores canciones de metal de todos los tiempos.